# إبراهيم كارغبو جونيور
إبراهيم كارغبو جونيور هو لاعب كرة قدم بلجيكي في مركز الوسط، ولد في 3 يناير 2000 في فريتاون في سيراليون. لعب مع نادي ريدنغ.

## وصلات خارجية
- إبراهيم كارغبو جونيور على موقع الاتحاد الأوربي (الإنجليزية)
- إبراهيم كارغبو جونيور على موقع قاعدة بيانات كرة القدم.إي يو (الإنجليزية)
- إبراهيم كارغبو جونيور على موقع Soccerway.com (الإنجليزية)
- إبراهيم كارغبو جونيور على موقع عالم كرة القدم.نت (الإنجليزية)